# Pavel Horváth
Pavel Horváth (Praga, 22 de Abril de 1975) é um ex-futebolista tcheco, que atuava como volante.
Ele passou a melhor parte de sua carreira profissional de 22 anos com o Slavia Praha (quatro anos), Teplice (três) e Viktoria Plzeň (sete), acumulando cerca de 435 jogos e 78 golos durante 19 temporadas na Premier League. Ele também competiu profissionalmente em Portugal, Turquia e Japão.

## Carreira
Depois de fazer sua estréia profissional com o AC Sparta Praha, Horváth, nascido em Praga, mudou-se para o modesto FK Jablonec em busca de mais oportunidades, o que levou a um retorno à capital com a SK Slavia, marcando 27 gols na liga em quatro temporadas, embora a o clube só tenha conseguido ganhar duas copas nacionais durante esse período.
As façanhas de Horváth com Slavia lhe renderam uma transferência para o Sporting Clube de Portugal, mas ele não conseguiu ganhar um lugar na equipe titular. Vendido em janeiro de 2002 ao Galatasaray Spor Kulübü junto com o companheiro de equipe Mbo Mpenza, ele também apareceu muito raramente, o que levou um retorno para casa antes de 2001-02, com FK Teplice, onde ele conquistou a copa nacional em sua primeira campanha completa.
Depois de três anos no Japão, Horváth voltou para Sparta por mais duas temporadas, onde venceu o campeonato nacional pela primeira vez em 2007, somando as Copas Checas de 2007 e 2008. Posteriormente, com 33 anos, assinou para o FC Viktoria Plzeň, ganhando oito vezes durante a temporada 2008-09, quando o clube terminou no oitavo lugar.[carece de fontes?]
Horváth ganhou o copa nacional pela sexta vez com sua quarta equipe diferente, já que capitaneou Viktoria para o seu primeiro título na competição em 2010. Ele também foi nomeado a Personalidade da Liga no Prêmio Tcheco do Futebolista do Ano naquele ano.
Horváth, de trinta e cinco anos de idade, continuou a produzir na temporada 2010-11, marcando oito gols em 26 jogos, enquanto Plzeň foi campeão da liga pela primeira vez em sua história.
Horváth, também, representou a Seleção Checa de Futebol, na Eurocopa de 2000.

## Títulos

### Clubes
Slavia Prague
- Czech Cup: 1996–97, 1998–99

Sporting
- Primeira Liga: 2001–02

Teplice
- Czech Cup: 2002–03

Sparta Prague
- Czech First League: 2006–07
- Czech Cup: 2006–07, 2007–08

Viktoria Plzeň
- Czech First League: 2010–11, 2012–13, 2014–15
- Czech Cup: 2009–10
- Czech Supercup: 2011